# Sawan (Kecamatan)
Sawan ist ein Distrikt (Kecamatan) im Osten des Regierungsbezirks (Kabupaten) Buleleng der indonesischen Provinz Bali. Der Distrikt grenzt im Westen an den Kecamatan Sukasada, im Nordwesten an Buleleng und im Osten/Südosten an Kubutambahan. Im Norden bildet die etwa 7 km lange Küstenlinie zur Javasee eine natürliche Grenze. Sawan gliedert sich in 14 Dörfer (Desa) und weiterhin in 69 Dusun/Banjar und 18 Desa Adat.

## Verwaltungsgliederung
| Kode          | Dorf          | Fläche (km²) | Einwohner | Dichte Einw. pro km² |
| ------------- | ------------- | ------------ | --------- | -------------------- |
| 51.08.07.2001 | Lemukih       | 23,98        | 4.452     | 185,65               |
| 51.08.07.2002 | Galungan      | 4,53         | 2.176     | 480,35               |
| 51.08.07.2003 | Sekumpul      | 3,48         | 1.576     | 452,87               |
| 51.08.07.2004 | Bebetin       | 10,85        | 7.433     | 685,07               |
| 51.08.07.2005 | Sudaji        | 10,46        | 10.556    | 1.009,18             |
| 51.08.07.2006 | Sawan         | 3,01         | 2.998     | 996,01               |
| 51.08.07.2007 | Menyali       | 3,38         | 5.477     | 1.620,41             |
| 51.08.07.2008 | Suwug         | 5,12         | 7.752     | 1.514,06             |
| 51.08.07.2009 | Jagaraga      | 3,83         | 4.117     | 1.074,93             |
| 51.08.07.2010 | Sinabun       | 3,13         | 5.883     | 1.879,55             |
| 51.08.07.2011 | Kerobokan     | 2,10         | 3.011     | 1.433,81             |
| 51.08.07.2012 | Sangsit       | 4,50         | 11.170    | 2.482,22             |
| 51.08.07.2013 | Bungkulan     | 9,32         | 15.931    | 1.709,33             |
| 51.08.07.2014 | Giri Emas     | 2,21         | 2.946     | 1.333,03             |
| 51.08.07      | Kec. Sawan000 | 89,90        | 85.478    | 950,81               |
Ergebnisse aus Fortschreibung (Datenstand: Ende 2021)

## Bevölkerung

### Bevölkerungsentwicklung der letzten drei Halbjahre
| Datum      | Fläche (km²) | Einwohner | männlich | weiblich | Dichte (Einw./km²) | Sex Ratio (m*100/w) |
| ---------- | ------------ | --------- | -------- | -------- | ------------------ | ------------------- |
| 31.12.2020 | 89,89        | 85.426    | 43.031   | 42.395   | 950,3              | 101,5               |
| 30.06.2021 | 89,89        | 84.948    | 42.740   | 42.208   | 945,0              | 101,3               |
| 31.12.2021 | 90,00        | 85.478    | 43.046   | 42.432   | 949,8              | 101,4               |
Fortschreibungsergebnisse